# Sven Elvestad

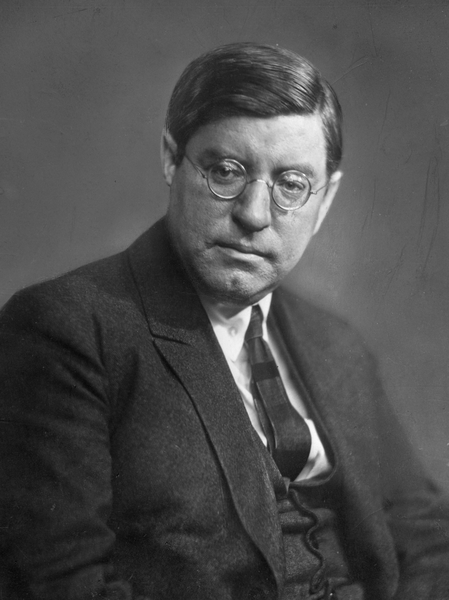
Sven Elvestad (1884–1934)

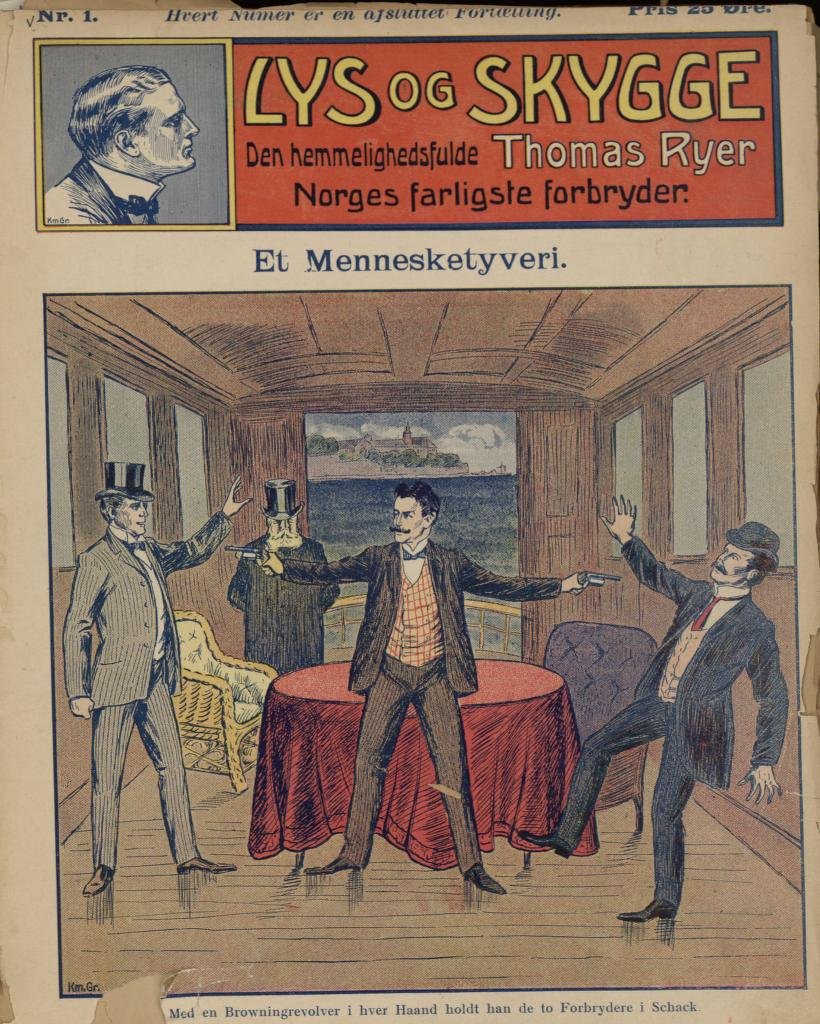
Titelblatt der ersten Knut Gribb-Geschichte, 1908

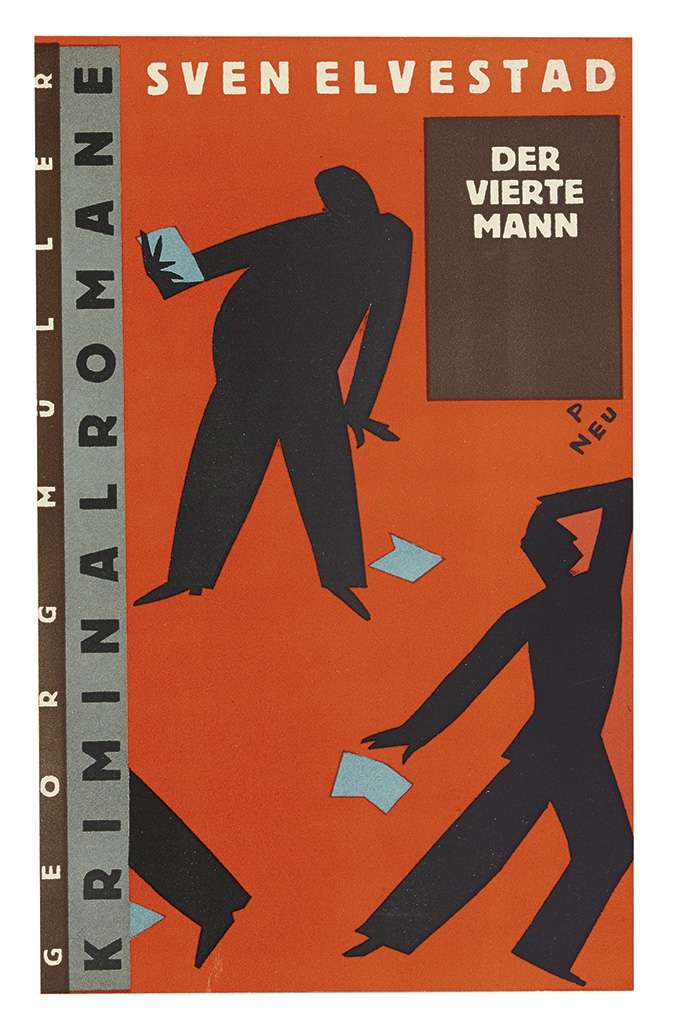
Umschlag einer deutschen Ausgabe (1925), Einbandgestaltung von Paul Neu

Sven Elvestad (7. September 1884 in Halden, Norwegen; † 18. Dezember 1934 in Skien, Norwegen) war ein norwegischer Journalist, Schriftsteller und Übersetzer. Er wurde bekannt durch seine Kriminalromane, die er unter den Pseudonymen Stein Riverton und Kristian F. Biller veröffentlichte. Sven Elvestad gilt als Begründer des norwegischen Kriminalromans.

## Leben und Werk

### Journalist
Elvestad wurde als Kristoffer Elvestad Svendsen in Fredrikshald geboren, dem heutigen Halden, einer norwegischen Kleinstadt in der Nähe der Grenze zu Schweden. Nachdem er als junger Bankangestellter Geld veruntreut hatte, änderte er seinen Namen und ging als Journalist nach Oslo, dem damaligen Kristiania. Dort gehörte er bald zur „pjolterintelligentsia“, einem intellektuellen Kreis von freizügigen Künstlern und Schriftstellern mit hohem Alkoholkonsum, der sich um den Kritiker Carl Nærup scharte, und zu dem auch Gunnar Heiberg, Nils Kjær, Jens Thiis und Nils Collett Vogt zählten. 
Als Reporter inszenierte er bisweilen spektakuläre Reportagen. So berichtete er in einem seiner bekanntesten Artikel von einem Tag, den er im Löwenkäfig eines Zirkusses verbrachte.
Im Frühjahr 1923 gehörte Sven Elvestad zu den ersten ausländischen Journalisten, die ein Interview mit dem zu dieser Zeit noch nahezu unbekannten Adolf Hitler führten. Dem späteren Diktator stellte er die konkrete Frage „Ist Ihr Ziel das gleiche wie Mussolinis, die Schaffung einer diktatorischen Regierung und die Beseitigung des Parlamentarismus?“ Das Gespräch erschien am 9. April 1923 in der linksliberalen Zeitung Tidens Tegn.

### Kriminalautor
Bereits im Alter von siebzehn Jahren hatte Elvestad erste Kriminalgeschichten veröffentlicht. 1904 begann er unter dem Pseudonym Stein Riverton Kriminalromane zu schreiben, zunächst als halbdokumentarische Berichte aus der Sicht eines Reporters, später entwickelte er die fiktive Person des pensionierten Polizeidetektivs Asbjørn Krag als Erzähler.
Im Jahr 1908 entwarf Elvestad, unter dem Pseudonym Kristian F. Biller, für die Heftromanreihe Lys og Skygge (deutsch: Licht und Schatten) die Figur des Polizeidetektivs Knut Gribb. Die Serie um Knut Gribb wurde bis in das 21. Jahrhundert von mehr als achtzig Autoren weitergeführt. Einige der Knut Gribb-Romane wurden später erneut als Asbjørn Krag-Titel unter dem Autorennamen Stein Riverton veröffentlicht.
Als Elvestads Meisterwerk gilt der bereits im Jahr 1909 veröffentlichte Thriller Jernvognen (deutsch: Der eiserne Wagen). Darin benutzt Elvestad eine komplexe Erzähltechnik, die zwischen mehreren Ebenen des Wissens wechselt, sodass der Leser zeitweise scheinbar mehr weiß, als der fiktive Erzähler oder die beteiligten Personen. Eine Technik, die später auch Agatha Christie (1890–1976) benutzte.
Sven Elvestadt war außerordentlich produktiv. Im Verlauf seines Lebens veröffentlichte er etwa neunzig Werke. Die Geschichten und Romane wurden in siebzehn Sprachen übersetzt, darunter Deutsch, Ungarisch und Serbokroatisch. Obwohl einige Romane Elvestads als erstklassige Kriminalgeschichten gelten, wird die literarische Qualität seines Werkes stark unterschiedlich beurteilt.

## Tod und Erinnerung
Elvestad starb am 18. Dezember 1934 im Alter von fünfzig Jahren in einem Hotelzimmer der norwegischen Hafenstadt Skien, einen Tag vor einer geplanten Reise in das Völkerbundsmandat für Palästina.
Nach Elvestads Pseudonym wurde der seit 1972 vergebene norwegische Riverton-Preis benannt. Zu seinen Preisträgern zählen renommierte Kriminalschriftsteller wie Ruth Rendell (1991), P. D. James (1993), Jo Nesbø (1997), Maj Sjöwall (2006), Henning Mankell (2012) und Håkan Nesser (2022).